# Immilla di Torino
Immilla di Torino (circa 1020 – Torino, gennaio 1078) fu duchessa consorte di Svevia e margravia consorte di Meißen.

## Biografia
Immilla (anche Emilia, Immula, Ermengarda o Irmgard) era una delle figlie di Olderico Manfredi II e di Berta di Milano. Ella apparteneva dunque alla stirpe degli Arduinici. La sorella maggiore era Adelaide (un tempo conosciuta erroneamente come Adelaide di Susa (località non capoluogo, dove la sua famiglia possedeva solo un castello) titolare di fatto della marca di Torino nel secolo XI.
Il suo primo marito fu Ottone di Schweinfurt, che sposò nel 1036 circa.
Con il suo primo marito, Ottone, Immilla ebbe cinque figlie:
- Berta (o Alberada) (morta il 1º Aprile 1103), sposata in prime nozze con Ermanno II, conte di Kastl, e in seconde nozze con Federico, conte di Kastl
- Gisela, che ereditò Kulmbach e Plassenburg e sposò Arnoldo IV, conte di Andechs
- Giuditta († 1104), sposata in prime nozze con Corrado I, duca di Baviera, e in seconde nozze con Botho, conte di Pottenstein
- Eilika, badessa di Niedermünster
- Beatrice (1040-1140), che aveva ereditato Schweinfurt e sposò Enrico II, conte di Hildrizhausen e margravio di Nordgau

Dopo la morte di Ottone nel mese di settembre del 1057, Immilla si risposò nel 1058 circa. Il suo secondo marito fu Egberto I di Meißen, dal quale Immilla ebbe i seguenti figli:
- Egberto II di Meißen;
- Gertrude di Brunswick.

Nel 1067, anno dell'elevazione a margravio, evento avuto luogo poco prima di morire, Egberto aveva tentato di ripudiare Immilla per sposare Adelaide, figlia di Ottone I, margravio di Meißen. Dopo la morte di Egberto nel 1068, Immilla trascorse qualche tempo presso la corte imperiale con la nipote Berta, prima di tornare in Italia. È probabile che lei abbia agito come reggente per il suo giovane figlio Egberto II.
Immilla morì a Torino nel gennaio 1078. A volte è stato detto che diventò monaca prima della sua morte.

## Ascendenza
|                      |   |                           | Genitori           |  |  | Nonni |  |  | Bisnonni          |  |  | Trisnonni          |  |
|                      |   |                           |                    |  |  |       |  |  | Arduino il Glabro |  |  | Ruggero di Auriate |  |
|                      |   |                           |                    |  |  |       |  |  | Arduino il Glabro |  |  | Ruggero di Auriate |  |
|                      |   | …                         |                    |  |  |       |  |  | Arduino il Glabro |  |  |                    |  |
| Olderico Manfredi I  |   |                           |                    |  |  |       |  |  | Arduino il Glabro |  |  |                    |  |
|                      |   | Immula                    | …                  |  |  |       |  |  |                   |  |  |                    |  |
|                      |   | Immula                    | …                  |  |  |       |  |  |                   |  |  |                    |  |
|                      |   | Immula                    | …                  |  |  |       |  |  |                   |  |  |                    |  |
| Olderico Manfredi II |   | Immula                    |                    |  |  |       |  |  |                   |  |  |                    |  |
|                      |   | Adalberto Atto di Canossa | Sigifredo di Lucca |  |  |       |  |  |                   |  |  |                    |  |
|                      |   | Adalberto Atto di Canossa | Sigifredo di Lucca |  |  |       |  |  |                   |  |  |                    |  |
|                      |   | Adalberto Atto di Canossa | …                  |  |  |       |  |  |                   |  |  |                    |  |
| Prangarda di Canossa |   | Adalberto Atto di Canossa |                    |  |  |       |  |  |                   |  |  |                    |  |
|                      |   | Ildegarda dei Supponidi   | …                  |  |  |       |  |  |                   |  |  |                    |  |
|                      |   | Ildegarda dei Supponidi   | …                  |  |  |       |  |  |                   |  |  |                    |  |
|                      |   | Ildegarda dei Supponidi   | …                  |  |  |       |  |  |                   |  |  |                    |  |
| Immilla di Torino    |   | Ildegarda dei Supponidi   |                    |  |  |       |  |  |                   |  |  |                    |  |
|                      | … | …                         |                    |  |  |       |  |  |                   |  |  |                    |  |
|                      | … | …                         |                    |  |  |       |  |  |                   |  |  |                    |  |
|                      | … | …                         |                    |  |  |       |  |  |                   |  |  |                    |  |
| …                    | … |                           |                    |  |  |       |  |  |                   |  |  |                    |  |
|                      |   | …                         | …                  |  |  |       |  |  |                   |  |  |                    |  |
|                      |   | …                         | …                  |  |  |       |  |  |                   |  |  |                    |  |
|                      |   | …                         | …                  |  |  |       |  |  |                   |  |  |                    |  |
| Berta di Milano      |   | …                         |                    |  |  |       |  |  |                   |  |  |                    |  |
|                      |   | …                         | …                  |  |  |       |  |  |                   |  |  |                    |  |
|                      |   | …                         | …                  |  |  |       |  |  |                   |  |  |                    |  |
|                      |   | …                         | …                  |  |  |       |  |  |                   |  |  |                    |  |
| …                    |   | …                         |                    |  |  |       |  |  |                   |  |  |                    |  |
|                      |   | …                         | …                  |  |  |       |  |  |                   |  |  |                    |  |
|                      |   | …                         | …                  |  |  |       |  |  |                   |  |  |                    |  |
|                      |   | …                         | …                  |  |  |       |  |  |                   |  |  |                    |  |
|                      |   | …                         |                    |  |  |       |  |  |                   |  |  |                    |  |